# Urval
Urval település Franciaországban, Dordogne megyében. Lakosainak száma 115 fő (2022. január 1.). Urval Siorac-en-Périgord, Le Buisson-de-Cadouin, Bouillac, Saint-Pardoux-et-Vielvic és Monplaisant községekkel határos.

## Népesség
A település népessége az elmúlt években az alábbi módon változott:
| Lakosok száma | 159  | 123  | 153  | 138  | 110  | 119  | 116  | 116  | 113  | 115  |
|               | 1968 | 1990 | 2006 | 2011 | 2015 | 2016 | 2018 | 2019 | 2021 | 2022 |